# ゾーン30

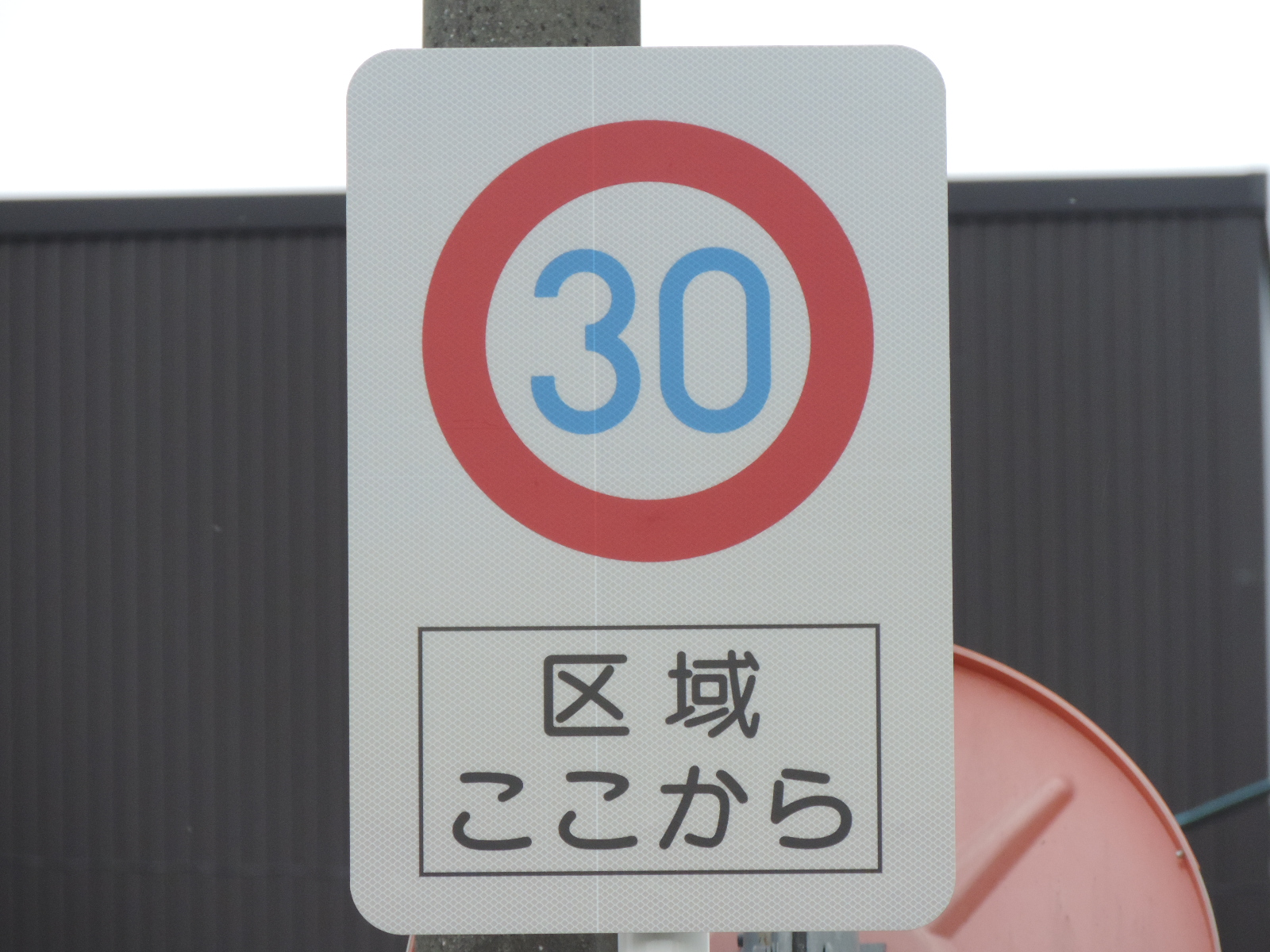
30 km/hの区域規制（ゾーン30）の入口を示す標識

ゾーン30とは、最高速度30 km/h区域の通称であり、区域内の道路は最高速度標識が設置されない限り全て30 km/h制限となる規制である。
市街地や生活道路等の全域に対して速度規制を実施することで、必要となる道路標識の数を減らすことができるほか、交通静穏化の効果が期待される。
ヨーロッパで1980年代から広く採用されるようになり、日本でも2012年から採用されている。類似の規制として、40 km/h区域や20 km/h区域（ゾーン20）などが存在する。

## 概要

### 日本
道路に対して最高速度を指定する場合、右左折等によって侵入する車両が視認できる位置に最高速度標識を設置する必要がある。しかしながら、道路が入り組んでいる市街地等では交差点の数が多く、必要な道路標識が多くなってしまう。また、複雑に入り組んだ道路や交通量の少ない道路では、最高速度が指定されない結果として、法定速度のままとなっているようなことも少なくない。
そこで、道路の区間に対する規制ではなく、区域を指定し、右左折先に最高速度標識がない場合に適用される区域内の通常の最高速度を指定することで、必要となる最高速度標識の枚数を減らすことができる場合がある。また、市街地や住宅街などの注意が必要な地域内であることを運転手に伝え、安全運転を促すことができる。
ただし、区域が広範にわたる場合は、区間による規制の場合と同様に、法定速度の道路と誤認されないよう適宜「区域内」の補助標識を附置した最高速度標識を設置する必要がある。

区域内であることを示す最高速度標識の下部に設置される補助標識(506の2)

道路標識が設置されない場合の制限速度は法定速度（自動車は60 km/h）であるが、このような区域の内部では、規制区域内は標識を設置しなければ30 km/hなどの区域入口の標識で指定された速度となるため、規制区域内の道路に法定速度と同じ60 km/hの制限速度を指定する場合も60 km/hの標識を設置しなければならない。また、区域内において、区間による速度規制を終了し、区域に指定された速度に戻す場合は、法定速度に戻すわけではないため、速度規制の終わりの標識ではなく、「区域内」の補助標識を付した区域規制内であることを示す道路標識によって最高速度規制を終了する。
ゾーン30などの生活道路において、区域の境界部に区域規制標識を設置する場合は、原則として背板を用いた標識が使用される。区域内の標識には補助標識「区域内（506の2）」を附置し、原則として背板を用いない。生活道路以外の区域規制の境界には、背板は通常使用されない。
区域による規制は、「市内全域」「町内全域」などの行政区画で最高速度40 km/hなどの区域規制を行っている場合や、ゾーン30・ゾーン20などの任意の区域で実施されている場合がある。警察庁は、当該区域規制が「市内全域」等のように広範囲に及ぶ場合は、規制区域の境界は一般ドライバーに分かるような河川、行政区域境等とすることを求めている。

### オランダ
オランダでは1984年に導入され、子供や高齢者などの交通弱者の日常交通の安全性を確保することを目的としており、公共交通への近接性なども考慮することとされている。住宅地区（幹線道路あるいは局地分散道路によって区画される住宅、学校、近隣商店で占められる地区）が適用対象で、通過交通の増加を考慮して1k㎡未満の範囲とすることが推奨されている。また、補助幹線道路の交通量は400台/h以下となるよう設定することとされている。

### ドイツ
ドイツでは学校周辺の安全性向上、排ガスや騒音問題の削減、生活環境質の向上などのため1983年に導入された。区域境界から1000m以内に最高速度50km/hの道路が整備されていることが要件となっている。

### イギリス
イギリスではマイル毎時を基準とする20mphの規制として1989年に導入された。

### デンマーク
デンマークでも1989年に導入され、道路延長の上限（新市街地500m、既成市街地800m）、ピーク時交通の上限（新市街地 200台/h，既成市街地300台/h）、沿道世帯数の上限（新市街地400世帯、既成市街地600世帯）に基準を設けている。

### イタリア
イタリアでは1995年に導入され、すべての都市で周辺幹線道路の制限速度が50km/hであれば設置可能であるが、住民の同意などが必要となる。

### フランス
フランスで1990年から導入されおり、住居、商業、学校など生活者最優先とされる地区で導入されている。